# Emil Preetorius (Journalist)

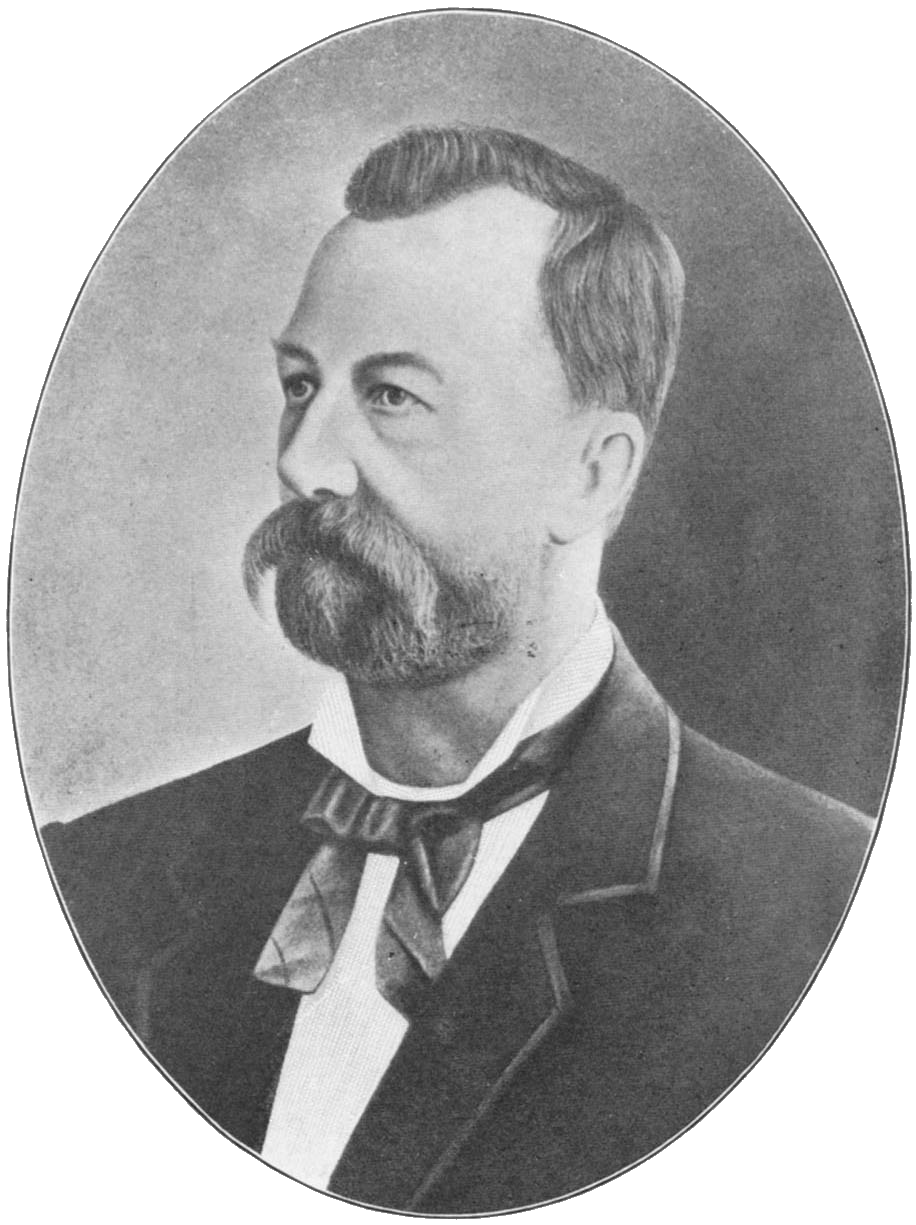
Emil Preetorius

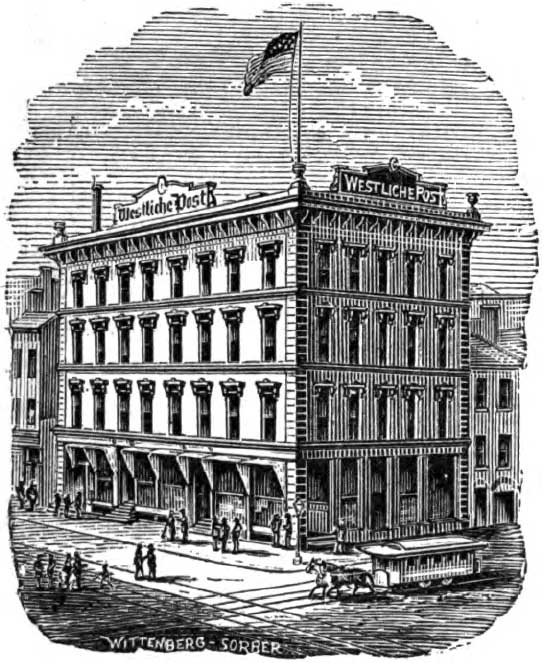
Redaktionsgebäude der Westlichen Post in St. Louis (1874)

Emil Preetorius (* 15. März 1827 in Alzey; † 19. November 1905 in St. Louis) war ein deutsch-amerikanischer Journalist und Publizist. 

## Leben
Preetorius war ein Sohn des Lederfabrikanten und späteren liberalen Landtagsabgeordneten Wilhelm Preetorius und seiner Frau Luise. Er besuchte Gymnasien in Mainz und Darmstadt und studierte Rechtswissenschaften an den Universitäten Gießen und Heidelberg. In Gießen wurde er 1845 Mitglied der Alten Gießener Burschenschaft Allemannia sowie der Burschenschaft Rhenania und 1846 Mitglied des aus dieser hervorgegangenen Corps Rhenania Gießen. In Heidelberg wurde er 1848 zum Dr. iur. promoviert. Er praktizierte erfolgreich als Advokat, musst aber wegen seiner Beteiligung an der Badischen Revolution Deutschland verlassen. Sein Neffe war der besonders in der 1. Hälfte des 20. Jahrhunderts bekannte Grafiker, Bühnenbildner und Kunstsammler Emil Preetorius.
Wie viele Forty-Eighters wanderte er in die USA aus und kam 1854 nach St. Louis. Nach einer kurzen Zeit als Kaufmann wurde er Journalist. 1856 wurde er Mitglied der Republikanischen Partei. 1862 gründete er eine eigene Zeitung Die neue Zeit. 1864 wechselte er als Chefredakteur zur Westlichen Post, die unter seiner Leitung zu einer der einflussreichsten deutschsprachigen Zeitungen in den USA wurden. Der Politiker Carl Schurz wurde 1867 Mitgesellschafter der Westlichen Post, was ihre weitere Entwicklung begünstigte.
Mit Ausbruch des Sezessionskriegs stellte er sich ganz in den Dienst der Nordstaaten und organisierte die Aufstellung von Regimentern deutscher Einwanderer. Um die Sezession Missouris abzuwenden, verbündete er sich mit Francis Preston Blair junior. Er wurde 1862 zum Mitglied des Repräsentantenhauses von Missouri gewählt, wo er sich als vehementer Vertreter der sofortigen und vollständigen Abschaffung der Sklaverei in den Vereinigten Staaten (immediate emancipationist) hervortat. Bei der Präsidentschaftswahl in den Vereinigten Staaten 1872 trat er für die Liberal Republicans und ihren Kandidaten Horace Greeley ein.
1898 schlossen sich die Westliche Post und der Anzeiger des Westens zusammen, und Preetorius nahm ebenso wie der Chefredakteur des Anzeigers, Carl Daenzer, seinen Abschied. 
Er lehnte einen ihm angebotenen preußischen Orden ab und kehrte nie nach Deutschland zurück: when he would have gone back he could not, and when he could have gone back, he would not (als er zurückgegangen wäre, konnte er nicht, und als er hätte zurückkehren können, tat er es nicht).
Preetorius starb an einer Blutvergiftung nach einer Beinwunde im Alter von 78 Jahren. In ihrem Nachruf nannte die New York Times ihn einen der bedeutendsten deutschen Zeitungsjournalisten der Vereinigten Staaten (one of the foremost German newspapermen of the United States).

## Denkmal

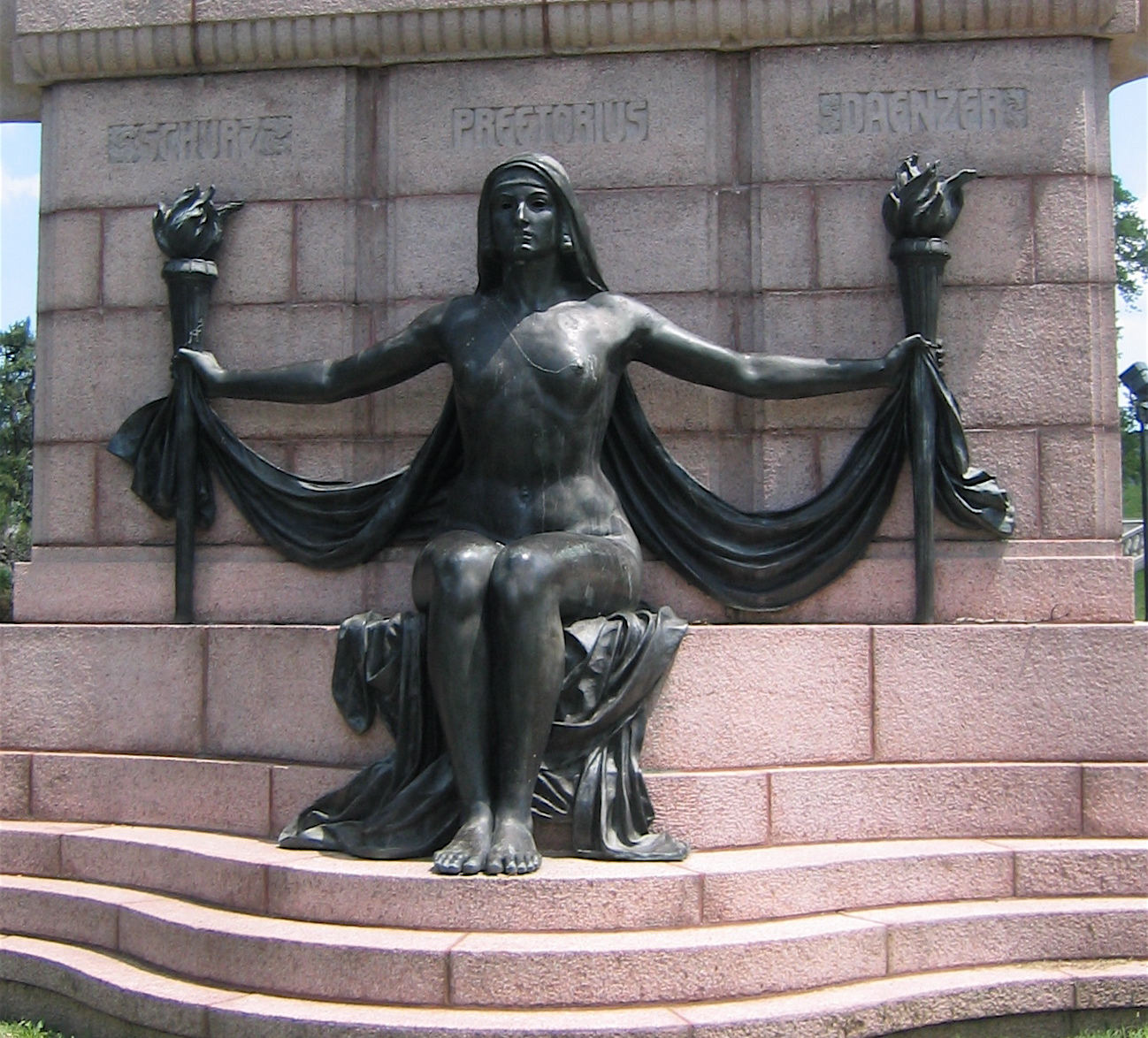
The Naked Truth

Die deutsch-amerikanisch Bevölkerungsgruppe in St. Louis, vertreten durch die German-American Alliance errichtete 1914 zur Erinnerung an Carl Daenzer, Carl Schurz und Emil Preetorius das von Wilhelm Wandschneider gestaltete Denkmal mit der symbolträchtigen Figur "The Naked Truth" (Die nackte Wahrheit).
Der deutschsprachige Teil der zweisprachigen Widmungsinschrift lautet:
ALS DEUTSCHAMERIKANER UND FÜHRER IHRER LANDSLEUTE IM ÖFFENTLICHEN LEBEN HATTEN SIE STETS DAS HOHE ZIEL VOR AUGEN, IHREM ADOPTIVVATERLANDE TREU ZU DIENEN. UNABHÄNGIGE CHARAKTERE FÜR ALLES GROSSE UND SCHÖNE: BEGEISTERT BRACHTEN SIE DIE EDELSTEN GÜTER DER KULTUR GERMANIAS MIT SICH UND LEGTEN SIE ZUM SEGEN ALLER KÜNFTIGEN GESCHLECHTER IN DEN SCHOSS COLUMBIAS. 
IN NEIDLOSER ANERKENNUNG IHRE DANKBAREN MITBÜRGER.